# Alain Juillet
Pour les articles homonymes, voir Juillet (homonymie).
Alain Juillet, né le 14 septembre 1942 à Vichy (Allier), est un dirigeant d'entreprises et ancien haut fonctionnaire français.
Il est notamment directeur du renseignement au sein de la direction générale de la Sécurité extérieure (DGSE), avant d'être nommé Haut responsable chargé de l'intelligence économique auprès du Premier ministre François Fillon jusqu'en 2009.
Franc-maçon, il est un des fondateurs de la Grande Loge de l'Alliance maçonnique française dont il est le premier grand-maître.
Depuis les années 2020, il est remarqué pour ses positions pro-Kremlin et ses propos conspirationnistes, notamment sur l'invasion de l'Ukraine par la Russie.

## Biographie

### Famille et formation
Fils de Jacques Juillet qui fut ministre plénipotentiaire, puis préfet de région et directeur de cabinet de Pierre Mendès France, il est aussi le neveu de Pierre Juillet, conseiller politique et éminence grise de Georges Pompidou. Il est père de trois enfants.
Après un baccalauréat « Sciences expérimentales »  obtenu en 1959 au lycée de Barcelone, il intègre successivement la faculté de droit de Paris puis celles de lettres de l'Université d'Aix-Marseille, puis celle de Toulouse.[réf. nécessaire] Alain Juillet est aussi diplômé du CPA/Groupe HEC (1981), de l’université Stanford (1988), de l’Institut des hautes études de défense nationale (promotion 1987-1988) et de l’Institut des hautes études de sécurité intérieure (promotion 1990).
Après avoir obtenu ses diplômes, il rejoint les commandos parachutistes durant cinq ans comme officier. 
Il a été, de 1986 à 2002, professeur affilié pour « la Stratégie d’Entreprise et la Gestion de crise » au Groupe HEC-CPA (centres de Paris, Jouy-en-Josas, Sophia Antipolis, Lyon, Madrid), puis de 2004 à 2007, maître de conférences en « information et stratégie » à l’Institut d’études politiques de Paris, et, depuis 2009, conférencier intervenant à l’École nationale d'administration (ENA) ainsi qu’à l’École nationale de la magistrature (ENM).[réf. nécessaire]

### Dirigeant d’entreprises et haut fonctionnaire
Il travaille au sein du groupe Pernod Ricard de 1967 à 1982 dans lequel il exerce successivement les fonctions de directeur du développement et directeur général des ventes. Il est ensuite directeur général de Suchard-Tobler, puis président du comité de coordination de Jacobs Suchard France. En 1988, il rejoint l'Union laitière normande (ULN) comme directeur général adjoint et en est nommé, trois ans plus tard, directeur général,. Il y lance notamment le camembert Cœur de lion.
De 1992 à 2001, il procède au redressement de deux autres entreprises la Générale Ultra-Frais (filiale du groupe Andros) et France Champignon, avant de développer une activité de conseil en stratégie et développement international pour de grands groupes français et étrangers. En 2001, il accepte de gérer, en qualité de PDG, la liquidation de Marks & Spencer (France), et assure le reclassement de tout le personnel[réf. nécessaire].
Parallèlement à sa carrière professionnelle, il demeure affecté dans la réserve opérationnelle jusqu’en 2004. En 2002, il se voit confier la direction du Renseignement extérieur au sein de la DGSE. Il a aussi la charge d’en assurer la réorganisation. Cette mission s’achève en 2003, avant que ne lui soit confiée la mise en place de l’intelligence économique au sein du Secrétariat général de la défense nationale (SGDN). Il occupe alors la fonction de Haut responsable chargé de l'intelligence économique (HRIE) auprès du Premier ministre François Fillon, jusqu’en 2009 ; date à laquelle il intègre le cabinet d’avocats international Orrick, Rambaud, Martel en qualité de conseiller senior.
Depuis 2011, il est président du Club des directeurs de sécurité des entreprises (CDSE) et de la revue Sécurité & Stratégie à la Documentation française (www.cdse.fr). En 2016, il préside l'Académie de l'intelligence économique.
En 2017, il crée l'Association de lutte contre le commerce illicite afin de sensibiliser l’État et d'alerter et d'informer les entreprises sur le phénomène.
En mai de la même année, il crée une chaine sur le réseau social YouTube, Open BOX TV, ou il anime une émission de géopolitique et géostratégie.[source insuffisante]

## Prises de position et controverses

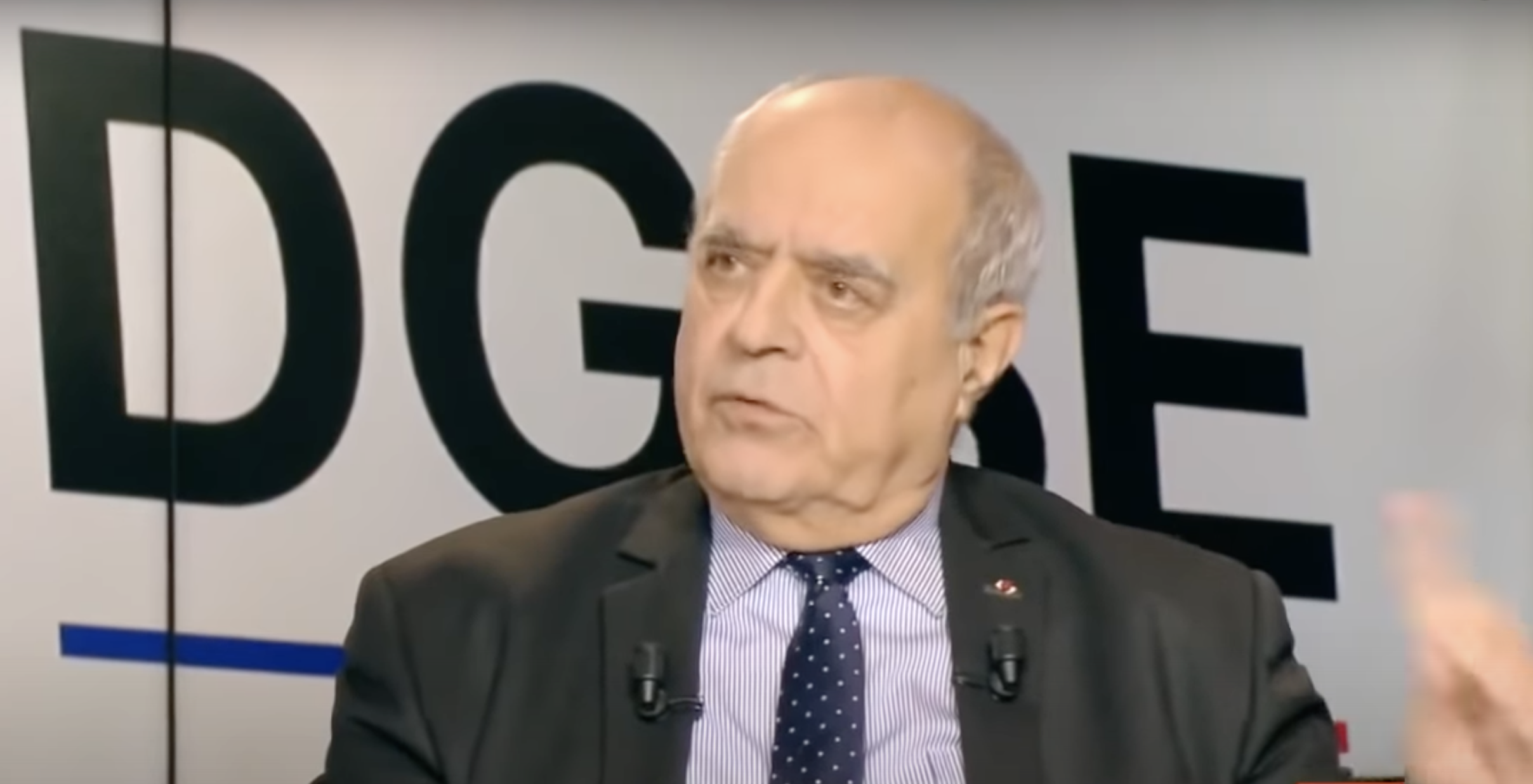
Alain Juillet en tant qu'ancien responsable de la DGSE ici invité à débattre sur les services secrets, avec Juan Branco sur le plateau de RT, invité par Frédéric Taddeï

### Discours et activités pro-Kremlin
Il intervient dans des colloques organisés par Mario Sandoval, qualifié de « VRP des extrêmes droites sud-américaines » par StreetPress. Alain Juillet est membre du Centre français de recherche sur le renseignement (CF2R), un think-tank dirigé par Éric Denécé et dont les positions sont jugées très favorables au Kremlin, et de Geopragma, dirigé par Caroline Galactéros,. 
En février 2020, il rejoint le média RT France, branche francophone de la chaîne Russia Today, pour y animer deux fois par mois une chronique géopolitique jusqu'à sa mise en retrait le 11 janvier 2022.
Ses prises de positions sont présentées comme « plaisant aux complotistes » par Le Parisien. Le site Conspiracy Watch reprend l'information du Parisien dans son actualité hebdomadaire. D'après Conspiracy Watch, ses positions géopolitiques sont caractérisées par un discours en accord avec la propagande du Kremlin et par des propos complotistes, notamment au sujet de la guerre russo-ukrainienne, et tient également des propos jugés contestables « sur les ovnis, le « lobby LGBT », l'assassinat de JFK ou encore le massacre d'Oradour-sur-Glane ».

### Propos polémiques sur la politique française en matière de drogues
En septembre 2021, sur la chaîne YouTube Thinkerview, il regrette qu'en matière de répression de la drogue, la politique française ne soit pas aussi dure que celle de la Chine. Il affirme que là-bas « quelqu'un qui touche à la drogue y passe, quel que soit son niveau » et garantit que cela « calme ». Il anticipe les réponses à ses propos « Alors oui, on va vous dire "Mais comment ! Et la vie humaine !" » en expliquant que selon lui, il y a des moments où il faut en passer par ces méthodes. L'Express y voit une « sortie de route » et affirme qu'Alain Juillet ne tient pas de tels propos sur les médias traditionnels.

## Franc-maçonnerie
Membre de la Grande Loge nationale française, il est l'un des leaders de l'opposition au grand maître contesté François Stifani. Il annonce le 23 février 2012 sa candidature à la grande maîtrise de l'obédience. Sa candidature n'aboutit pas, l'instance chargée du contrôle de la légalité des candidatures estimant que celle-ci ne respecte pas toutes les conditions requises.
Alain Juillet participe à la création de la Grande Loge de l'Alliance maçonnique française (GL-AMF). Il en devient le premier grand maître le 28 avril 2012 lors de l'assemblée générale qui se déroule à Tours. Son mandat se termine en 2014 et comme la constitution de cette obédience interdit le renouvellement de mandat d'un grand maître en place, il est désigné pour diriger jusqu'en 2015, la Confédération maçonnique de France, dont fait partie la GL-AMF avec la Grande Loge de France.

## Distinctions

### Décorations
- Commandeur de la Légion d'honneur le 14 juillet 2010.
- Chevalier de l'ordre national du Mérite en 1987.
- Chevalier de l'ordre des Palmes académiques en 2000.
- Officier de l'ordre du Mérite agricole en 1997.
- Chevalier de l'ordre des Arts et des Lettres en 2006.

### Autres
Il est membre du jury pour la remise du Prix de littérature politique Edgar-Faure en 2007.

## Publications
- Dossier : Cybercriminalité, une guerre perdue ? (n.06 hiver 2008-2009), Paris, Institut Choiseul, 142 p., 2009  (ISBN 978-2916722467)
- (Avec Olivier Hassid & Mathieu Pellerin), Gérer les risques criminels en entreprise : Stratégies et comportements pratiques, Paris, De Boeck, 224 p., 2012  (ISBN 978-2875960009)
- (Avec Henri Dou & Philippe Clerc), L'intelligence économique du futur, tome 1, ISTE Éditions, 216 p., 2018  (ISBN 978-1784054496)
  - Trad. anglaise : Strategic Intelligence for the Future 1: A New Strategic and Operational Approach, ISTE Ltd and John Wiley & Sons Inc, 256 p., 2019  (ISBN 978-1786302311)
- (Avec Henri Dou & Philippe Clerc), L'intelligence économique du futur, tome 2 : Une nouvelle approche de la fonction information, ISTE Éditions, 221 p., 2018  (ISBN 978-1784054939)
  - Trad. anglaise : Strategic Intelligence for the Future 2: A New Information Function Approach, ISTE Ltd and John Wiley & Sons Inc, 256 p., 2019  (ISBN 978-1786303905)
- (Avec Henri Dou & Pierre Fournié), Effondrements et géopolitique du Covid 19, Bastia, Éditions Anima Corsa, coll. Actualité, 2020  (ISBN 978-2919381036)

### Préfaces
- Préface à Veille anticipative : une autre approche de l'Intelligence économique de Nicolas Lesca & Marie-Laurence Caron-Fasan, Hermes Science Publications/Lavoisier, coll. Management et informatique, 281 p., 2006  (ISBN 978-2746214590)
- Préface à Les Nouveaux territoires de l'intelligence économique (Dir. Marc-Antoine Duval), Preyssac-d'Excideuil, Institut Français de l'Intelligence Économique (IFIÉ), 173 p., 2008  (ISBN 978-2916265049)
- Préface à Fusions-Acquisitions : les 3 règles du succès de Mohamed Gouali, Paris, Eyrolles, coll. Finance, 372 p., 2009  (ISBN 978-2212541809)
- Préface à Le Risk Manager et l'Intelligence économique sous la direction de Paul-Vincent Valtat & Bernard Besson, Preyssac-d'Excideuil, Institut Français de l'Intelligence Économique (IFIÉ), coll. Maîtrise des risques, 175 p., 2010  (ISBN 978-2916265094)
- Préface à Les Nouvelles Guerres économiques - 110 fiches réponses aux questions clefs de Christophe-Alexandre Paillard, Ophrys, 633 p., 2011  (ISBN 978-2708013223)
- Préface à 24, Le Chemin des solitudes de Merri, Éditions Jacob Duvernet, 250 p., 2011  (ISBN 978-2847243710)
- Préface à Politique et éthique : regards croisés (sous la direction de Nathalie Bordeau & David-Xavier Weiss), Bart & Jones Publishers, 226 p., 2015  (ISBN 978-1514816394) (Prix Edgar-Faure - Le Regard d'Edgar, 2015)
- Préface à L'Europe, et après ? : Par les auteurs de "Brexit, et après ?" de Nathalie Bordeau & David-Xavier Weiss, autoédition Édilivre, 204 p., 2019  (ISBN 978-2414318087)
- Préface à Agents secrets parachutés en Europe : 1940-1955 de Gaston Erlom, Histoire & Collections, 446 p., 2020  (ISBN 978-2352505365)
- Préface à L'Affaire Pegasus - Les dessous d'une guerre de l'information d'Alain Jourdan, Paris, Le Cherche midi, 192 p., 2023  (ISBN 978-2749176826)
- Préface à Renseignement et espionnage pendant la Première Guerre mondiale (Dir. Éric Denécé), Paris, Ellipses, 576 p., 2023  (ISBN 978-2340080577)
- Préface à Rwanda (6 avril 1994 - 19 juillet 1994) Tome 1 - La guerre, le génocide et la responsabilité de la France - Une réponse au rapport de la commission Duclert de Didier Jean, Lavauzelle, 450 p., 2023  (ISBN 978-2702517062)
- Préface à La Conquête silencieuse : Comment mettre l’influence au service de ses intérêts ? de Christophe Barafull, Éditions La Barbichette, 204 p., 2024  (ISBN 978-2957859214)
- Préface à Un Automne sous les bombes : Journal libanais, septembre-décembre 2024 de David Atallah, Konfident, 236 p., 2025  (ISBN 978-2493837073)